# Chaetocnema depressa
Chaetocnema depressa es un coleóptero de la familia Chrysomelidae. Fue descrita científicamente en 1859 por Boieldieu.